# 季莫费伊·拉普申
季莫费伊·阿列克谢耶维奇·拉普申（俄语：Тимофей Алексеевич Лапшин，羅馬化：Timofey Alekseyevich Lapshin，1988年2月3日—），生于俄罗斯的冬季两项运动员，2017年起代表韩国参赛，此前代表俄罗斯参赛。
2011年12月9日，拉普申首次在冬季兩項世界盃上亮相。2018年平昌冬奥会冬季两项比赛是他首次参加冬奥会。此前，他曾在世界青少年冬季两项锦标赛上夺得银牌。